# Gochnatia elliptica
Gochnatia elliptica là một loài thực vật có hoa trong họ Cúc. Loài này được (León) Alain mô tả khoa học đầu tiên năm 1960.